# 維蒂夫齊 (赫米利尼克區)
49°37′26″N 27°54′5″E / 49.62389°N 27.90139°E

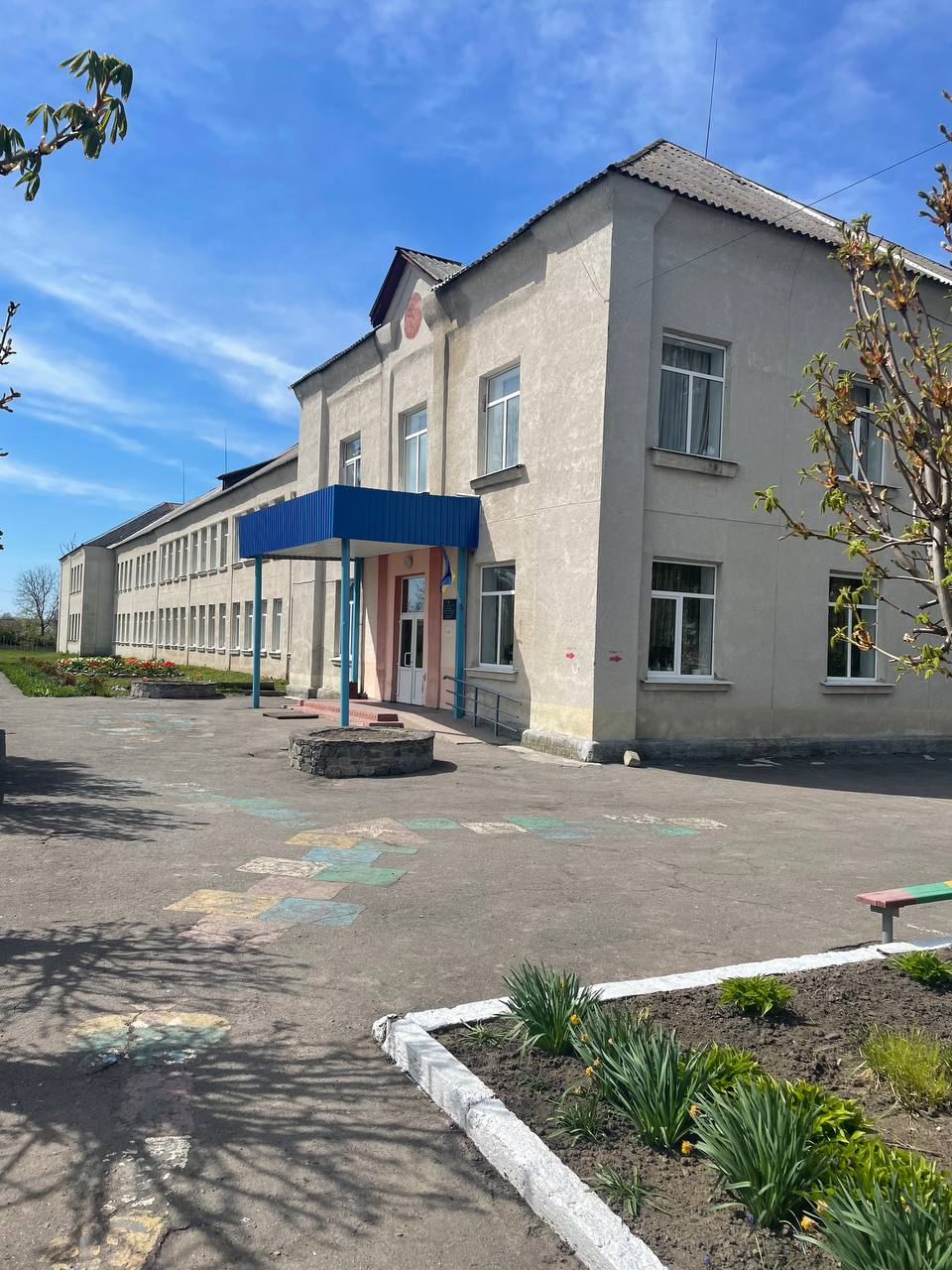
高中

維蒂夫齊（烏克蘭語：Війтівці）是位於烏克蘭西南部的村莊，由文尼察州赫米利尼克區的維蒂夫齊市鎮負責管轄。該村始建於1788年，面積4.8平方公里，海拔高度272米，2001年人口2,015，人口密度每平方公里419.79人。